# Пролећна изложба УЛУС-а (1995)
Пролећна изложба УЛУС-а (1995) је трајала од 25. априла до 20. маја 1995. године. Одржана је у галеријском простору Удружења ликовних уметника Србије, односно у Уметничком павиљону "Цвијета Зузорић", у Београду.

## О изложби
Избор радова за Пролећну изложбу је обавио Уметнички савет УЛУС-а, у саставу:
1. Александар Ђурић
2. Станка Тодоровић
3. Данкица Петровска
4. Драгослав Крнајски
5. Лепосава Милошевић Сибиновић
6. Милан Сташевић
7. Зоран Поповић
8. Милица Вучковић

На овој изложби су додељене следеће награде:
- Златна палета - Рада Селаковић
- Златна игла - Слободан Кнежевић Аби
- Златно длето - Радомир Ранисављевић

## Излагачи

### Сликарство
1. Мирна Бацковић
2. Братислав Башић
3. Срђан Божјаковић
4. Анђелка Бојовић
5. Габријела Васић
6. Селена Вицковић
7. Веселин Вукашиновић
8. Милош Вујановић Сарап
9. Жарко Вучковић
10. Даниел Глид
11. Божидар Дамјановски
12. Фатима Дедић
13. Драган Деспотовић
14. Пал Дечов
15. Драган Димић
16. Наташа Дробњак
17. Вера Ђенге
18. Душан Ђокић
19. Зоран Н. Ђорђевић
20. Стојанка Ђорђић
21. Стојан Ђурић
22. Јагода Живадиновић
23. Светислав Живковић
24. Сања Жигић
25. Верица Илић
26. Весна Илић Татар
27. Бранка Јанковић Кнежевић
28. Владимир Јанковић
29. Татјана Јанковић
30. Драган Соле Јовановић
31. Снежана Јовчић
32. Јозеф Клаћик
33. Весна Кнежевић
34. Славенка Ковачевић
35. Милутин Копања
36. Живана Костић Ђукић
37. Зоран Костић
38. Владислав Коцарев
39. Милан Краљ
40. Јадран Крнајски
41. Мирјана Крстевска Марић
42. Грујица Лазаревић
43. Маја Љубојевић
44. Властимир Мадић
45. Соња Малавразић
46. Добро Маре Марић
47. Јелена Марковић
48. Милоје Марковић
49. Срђан Ђиле Марковић
50. Радослав Миленковић
51. Предраг Пеђа Милићевић
52. Бранимир Минић
53. Ненад Михаиловић
54. Живомир Михајловић
55. Љиљана Мићовић
56. Зоран Мишић
57. Ева Мрђеновић
58. Иван Павић
59. Ружица Беба Павловић
60. Славиша Панић
61. Михаило М. Петковић
62. Миломирка Петровић Ђокић
63. Миодраг Пешић
64. Ставрос Поптсис
65. Јелена Радовић
66. Љубица Радовић
67. Слободанка Ракић Шефер
68. Кемал Рамујкић
69. Александар Рафајловић
70. Драган Вук Рачић
71. Владимир Рашић
72. Свјетлана Салић
73. Милош Сарић
74. Драгана Станаћев
75. Јовица Стевановић
76. Тодор Стевановић
77. Рада Селаковић
78. Драган Станковић
79. Дивна Стефановић Тилић
80. Јасмина Стојановић
81. Ратко Танкосић
82. Милан Тепавац
83. Вукашин Турински
84. Предраг Ћирић
85. Мирољуб Филиповић
86. Ђорђе Хаџи Николић
87. Драган Цветковић
88. Биљана Црнчанин
89. Гордана Чекић
90. Босиљка Шипка
91. Емир Шкандро
92. Миливоје Штуловић

### Графика
1. Слободан Бојовић
2. Миленко Жарковић
3. Милица Жарковић
4. Бранимир Карановић
5. Слободан Кнежевић
6. Ранка Јанковић Лучић
7. Зоран Марјановић
8. Драгиша Милошевић
9. Драган Момиров
10. Бранко Ранковић
11. Јелена Рачић
12. Љиљана Стојановић
13. Невенка Стојсављевић
14. Бранислав Фотић
15. Никола Царан
16. Павел Чањи
17. Петар Шади

### Цртеж
1. Зоран Димовски
2. Синиша Жикић
3. Миленко Коковић
4. Емило Костић
5. Радован Кузмановић
6. Јања Марић
7. Лепосава Милошевић Сибиновић
8. Милан Радовановић
9. Драган Ристић
10. Радош Стевановић
11. Жарко Стефанчић

### Скулптура
1. Божидар Бабић
2. Зоран Богдановић
3. Никола Богдановић
4. Радомир Бранисављевић
5. Марија Видић
6. Живко Грозданић
7. Гордана Каљаловић Одановић
8. Радомир Кнежевић
9. Жељка Момиров
10. Рајко Попивода
11. Небојша Неша Станковић

## In memoriam

### Сликари
1. Милош Бајић
2. Радомир Гашић
3. Ксенија Дивјак
4. Божидар Каматовић
5. Гордан Крчмар
6. Момчило Митић
7. Раденко Мишевић
8. Милутин Радојчић
9. Љубомир Рајчевић
10. Милорад Ћирић
11. Милан Цмелић

### Вајари
1. Михаило Томић
2. Остоја Ђурић

### Графичари
1. Стеван Кнежевић
2. Живка Пајић